# جون نوسوم (لاعب كرة قدم)
جون نوسوم (بالإنجليزية: John Nusum)‏ هو لاعب كرة قدم أمريكي في مركز الدفاع، ولد في 6 يوليو 1954. شارك مع منتخب برمودا لكرة القدم. أما مع النوادي، فقد لعب مع نادي غوادالاخارا.